# Hippalkmos (Sohn des Pelops)
Hippalkmos (altgriechisch Ἵππαλκμος Híppalkmos), Sohn des Pelops und der Hippodameia, ist eine Gestalt der griechischen Mythologie.
Er war ein Bruder von Atreus und Thyestes. Manchmal wurde er auch Hippalmos genannt. Hyginus rechnete ihn unter dem Namen Hippalkimos zu den Argonauten.